# Hinteranger
Hinteranger ist eine Ortschaft im Süden der Gemeinde Schwarzenberg am Böhmerwald im Bezirk Rohrbach im Oberen Mühlviertel.

## Geografie

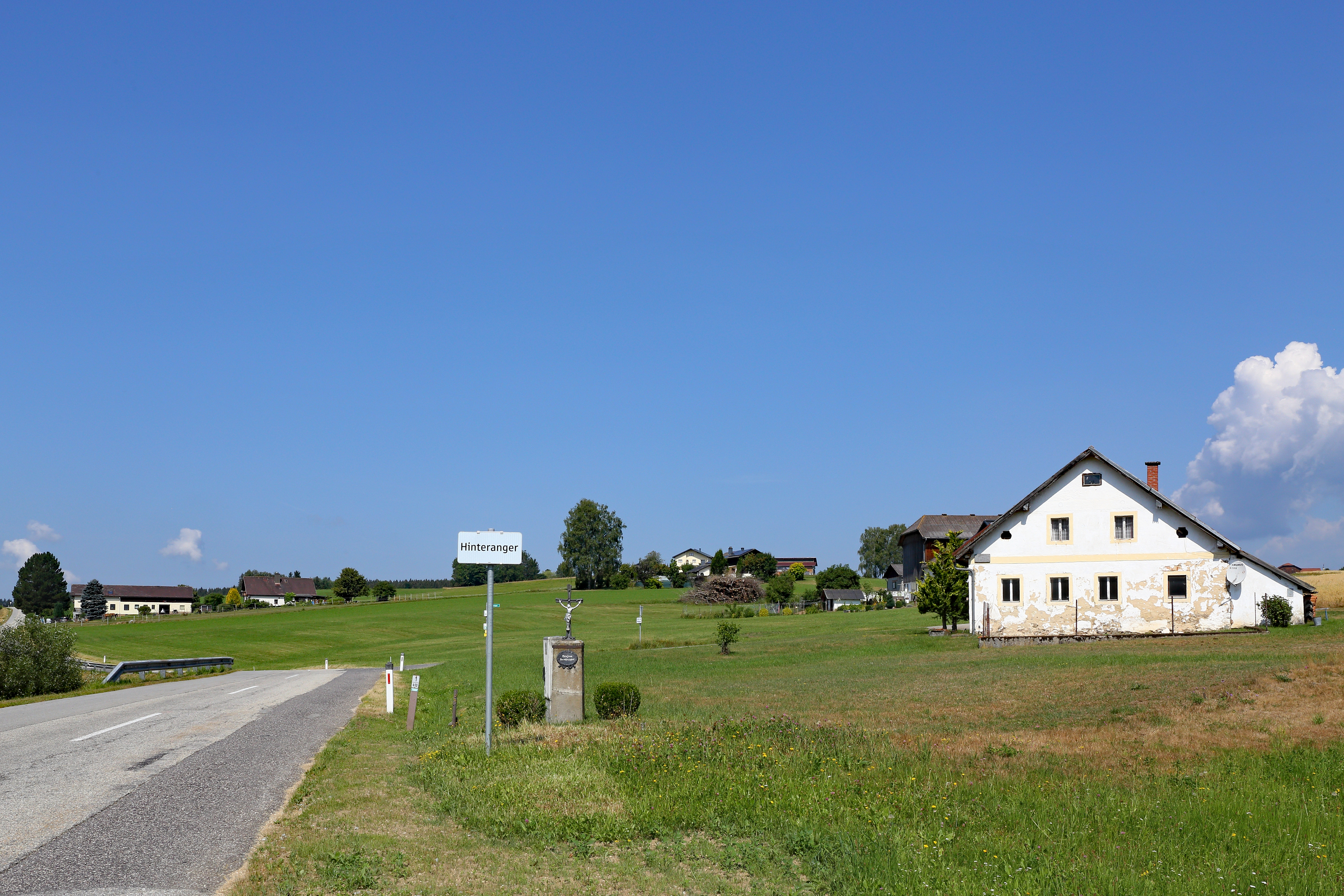
Ortsansicht von Hinteranger

Hinteranger liegt nördlich an der nach Osten fließenden Großen Mühl, dem Grenzfluss zu Deutschland, mit einer Brücke als Grenzübergang und der folgenden Grenzstraße zur westlich gelegenen Gemeinde Breitenberg in Niederbayern. Durch Hinteranger zur Großen Mühl fließt der Frauenbach. Die Ortschaft umfasst einschließlich der Rothmühle 68 Adressen (Stand: 1. April 2020).
Um Hinteranger erstrecken sich größere Flächen von Berg-Mähwiesen. Entlang der Großen Mühl wurden ehemalige Feuchtwiesenstandorte mit Fichten aufgeforstet. Die Siedlung ist Teil der 22.302 Hektar großen Important Bird Area Böhmerwald und Mühltal. Sie ist vom 9.350 Hektar großen Europaschutzgebiet Böhmerwald-Mühltäler umgeben. Bei einer Großpilz-Kartierung im Jahr 1993 wurden folgende Arten bei Hinteranger dokumentiert:
- Gemeiner Orangebecherling (Aleuria aurantia)
- Grauer Wulstling (Amanita excelsa)
- Narzissengelber Wulstling (Amanita gemmata)
- Pfeffer-Röhrling (Boletus piperatus)
- Butter-Rübling (Collybia butyracea)
- Gefleckter Rosasporrübling (Collybia maculata)
- Brennender Rübling (Collybia peronata)
- Bergahorn-Borstenscheibling (Hymenochaete carpatica)
- Violetter Lacktrichterling (Laccaria amethystea)
- Rötlicher Lacktrichterling (Laccaria laccata)
- Flatter-Milchling (Lactarius theiogalus)
- Olivbrauner Milchling (Lactarius turpis)
- Weißmilchender Helmling (Mycena galopus)
- Purpurschneidiger Blut-Helmling (Mycena sanguinolenta)
- Gemeiner Rotfußröhrling (Xerocomus chrysenteron)[6]

Östlich gibt es in der Gemeinde Klaffer am Hochficht die Streusiedlung Vorderanger.

## Geschichte
Die Besiedlung erfolgte um 1600. 1634 wurde die Ortschaft urkundlich genannt.

## Verbauung
Die Verbauung der Streusiedlung wurde durch eine mächtige Mühle bestimmt, mit daneben liegenden Höfen und sogenannten Angerhäusern (häufig als Streckhöfe).

## Kultur und Sehenswürdigkeiten
Bemerkenswerte Gebäude sind:
- Rothmühle Hinteranger
- Rothmühlkapelle
- Waldkapelle Hinteranger
- Dreiseithof Binderhäusl
- Angerhäuslerwirt

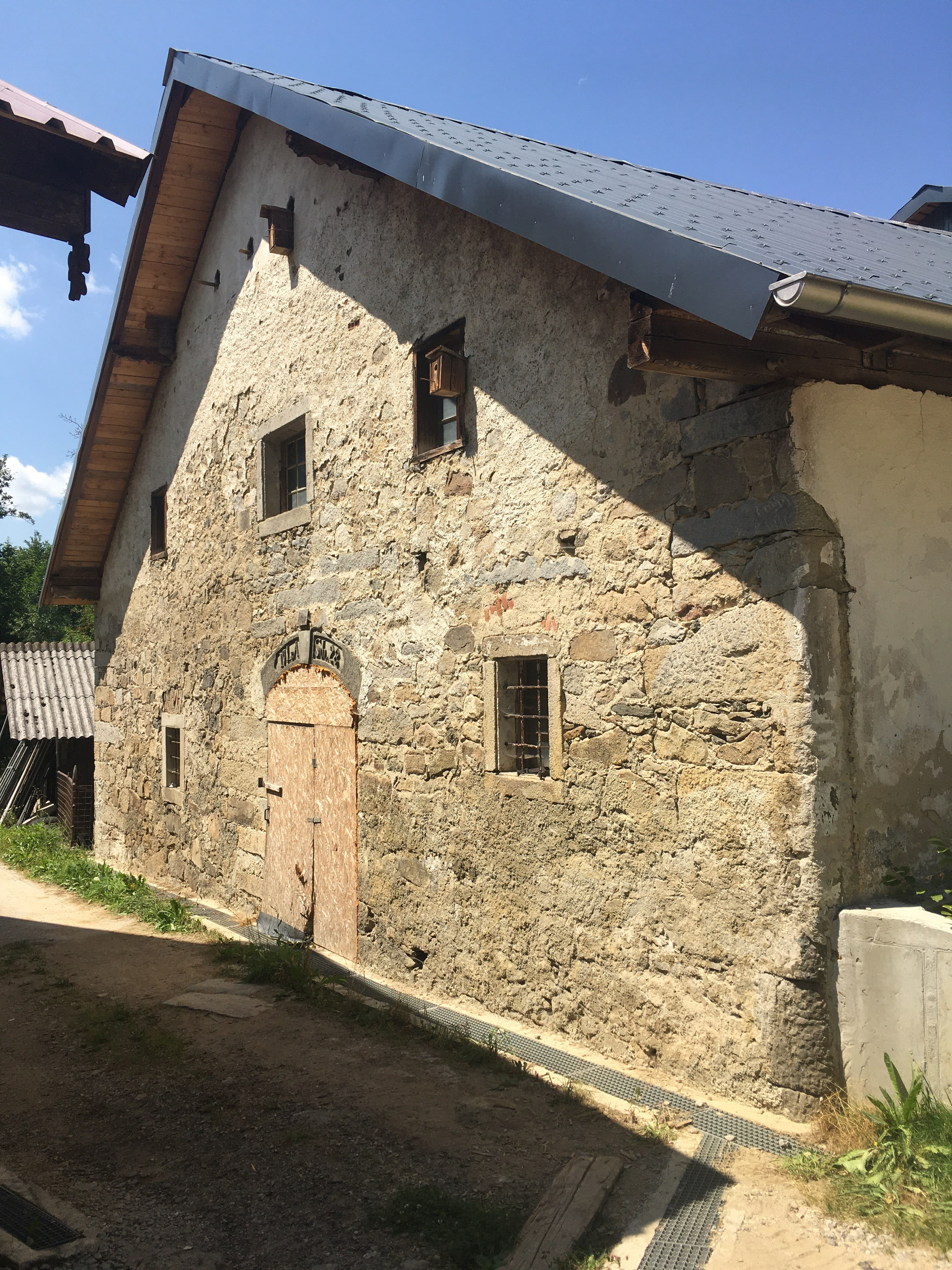
Steinhaus der Rothmühle

Die Verbindungsloipe Schwarzenberg – Klaffer, eine 6,3 km lange schwierige Langlaufloipe, verläuft durch den Ort. Gleiches gilt für den 11 km lange Rundwanderweg Kapellenweg Klaffer und den 12,1 km langen Rundwanderweg Michleggweg. Auch die Wanderreitrouten Böhmerwald – Große Mühl und Böhmerwald – Wegscheid führen durch Hinteranger.